# Cannon Building (Troy)

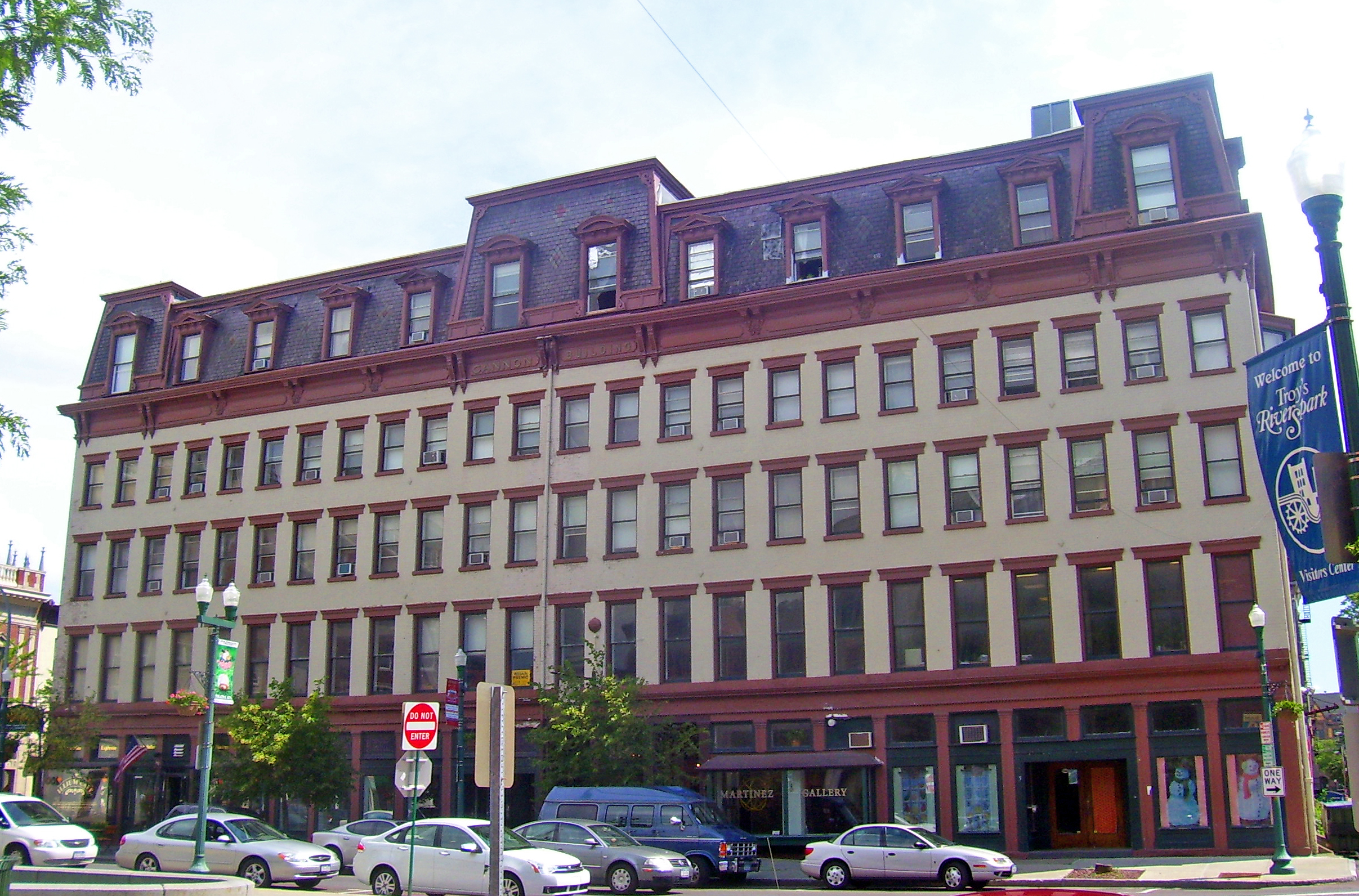
Ansicht des Cannon Buildings von Norden.

Das Cannon Building ist das älteste Bauwerk am Monument Square in Troy, New York und steht am Broadway zwischen First Street und State Street. Es wurde von Alexander Jackson Davis entworfen und 1835 erbaut. Das mehrstöckige Gebäude wurde am 5. März 1970 in das National Register of Historic Places eingetragen und ist ein Contributing Property zum Central Troy Historic District, der dem Register 1986 hinzugefügt wurde.
Davis, der beim Entwurf des Gebäudes mit Ithiel Town zusammenarbeitete, nutzte den damals beliebten Klassizismus und schuf damit eines der wenigen größeren kommerziellen Gebäude jener Zeit in diesem Stil, die bis in unsere Tage überstanden. Nach zwei Bränden in den Jahren nach dem Amerikanischen Bürgerkrieg wurde dem Bauwerk ein Mansarddach hinzugefügt, das dem Architekturstil des Second Empire entsprach. Somit wurde eine unübliche Kombination geschaffen. Das Bauwerk dient in der Gegenwart als Einzelhandels- und Bürogebäude, die oberen Stockwerke sind zu einem Apartment-Hotel umgebaut.

## Gebäude und Geschichte
Das Cannon Building ist ein fünfstöckiges Haus mit 22 Jochen in der Länge und fünf in der Breite. Es ist aus tragenden Ziegelsteinmauern gebaut, die Unterzüge im Inneren sind aus Holz. Beim obersten Stockwerk mit einem auskragenden Gesims handelt es sich um ein ausgebautes Mansarddach mit Erkerfenstern.
Ursprünglich war das Haus nur vierstöckig. Bei der Renovierung im Jahr 1870 wurde das Mansarddach hinzugefügt. Die östlichen Ladenfronten sind im Originalzustand. Gegen Ende des 19. Jahrhunderts befand sich in dem Gebäude Frear’s Troy Bazaar, damals eines der besten Einzelhandelsgeschäfte der Stadt. Zu den späteren Nutzern gehörten ein Hersteller von Pianos und ein Juwelier.
Anfang des 21. Jahrhunderts suchte der Filmproduzent und Bauinvestor Sandy Horowitz nach Möglichkeiten, Gewinne aus dem Verkauf von Immobilien in New York City abzuschreiben und ein Maker brachte ihn nach Troy, wo er das Cannon Building und einige andere Anwesen am Monument Square kaufte. Er ließ die obersten drei Stockwerke in dreißig Wohneinheiten umbauen. Diese dienen als Hotel für längere Wohnaufenthalte, das vor allem von Gastprofessoren am Rensselaer Polytechnic Institute und am Russell Sage College genutzt wird, da es in Gehdistanz der beiden Einrichtungen liegt. Im Rahmen des Umbaus wurden im Erdgeschoss auch ein Spa und ein Internetcafé eingerichtet.